# Volodarský rajón
Volodarský rajón (ukrajinsky Володарський район) byl rajón v Kyjevské oblasti na Ukrajině. Hlavním městem byla Volodarka a rajón měl přibližně 17 tisíc obyvatel. 

## Sídla v rajónu
- Volodarka